# Ourapteryx fulvinervis
Ourapteryx fulvinervis là một loài bướm đêm trong họ Geometridae.